# Pokrovka (Veselynivs'kyj rajon)
Pokrovka (ucraino e in russo Покровка?) è un villaggio dell'Ucraina situato nell'oblast' di Mykolaïv.